# Assize of arms
Das Assize of arms (von Assisen, ein Ergebnis einer mittelalterlichen feierlichen Versammlung, auf der rechtliche Angelegenheiten geregelt wurden und englisch arms = Waffen) war eine 1181 vom englischen König Heinrich II. erlassene Reform der Wehrverfassung, eine Art Wehrpflichtgesetz. Zur Unterscheidung von einer ebenfalls Assize of Arms genannten Erweiterung des Erlasses von 1252 wird es auch als Assize of Arms von 1181 bezeichnet.

## Inhalt
In den zwölf Abschnitten der Assize of arms wurde allen Freien – gestaffelt nach Einkommen und Vermögen – der Besitz verschiedener Waffen und Ausrüstungsgegenstände vorgeschrieben, ohne dass jene in einem Lehnsverhältnis zum König standen. Es schrieb unter anderem vor, wann der Gefolgschaftseid geleistet werden musste und regelte ein Verbot der Ausfuhr von Waffen. Der König konnte zudem ein Schildgeld zur Anwerbung von besoldeten Rittern erheben. Dadurch wurde zum einen der Kreis der Wehrdienstpflichtigen ausgedehnt, zum anderen das Wehrmonopol des Hochadels gebrochen. Verstöße dagegen konnten mit der Todesstrafe geahndet werden.